# Melsoft Games
Melsoft Games (ранее Melesta Games) — литовский разработчик мобильных игр с офисом в городе Вильнюс. Компания была основана в 2007 году в Минске как студия разработки казуальных игр. Melsoft Games известна своей серией игр для различных платформ Весёлая ферма, серией игр в жанре Tower Defense Toy Defence и бизнес-симулятором Моя кофейня Всего выпущено более 40 игровых проектов.
В игры Melsoft Games, играют более 60 миллионов игроков из разных стран. Компания начала свою деятельность с игр для РС, сейчас производит в основном игры для мобильных платформ Android, iOS.

## История компании
2007 год — создание студии Алексеем Мелешкевичем;
2008 год — выход игры Весёлая Ферма.. Вышла Весёлая Ферма 2, успешность этого проекта была подтверждена премией «Лучшая казуальная игра 2008» на Конференции Разработчиков Игр, кроме того, игра стала лучшим семейным программным продуктом 2008 года по версии Disney Family и получила награду iParenting Media Award; Общий объём продаж игр Farm Frenzy на ПК составил более 80 миллионов экземпляров.
2009 год — выход новых игр фермерской серии: Весёлая ферма 3, Американский пирог, Ледниковый период, Суперферма, Чудоферма, Весёлая ферма. Пицца; Также была запущена версия игры для социальной сети ВКонтакте — Весёлая Ферма. Соседи. Состоялся релиз игры Островки;
2010 год — В продолжение фермерской серии выходят следующие: Русская рулетка, Мадагаскар, Рыбный день, Древний Рим;
2011 год — Компания Melesta Games выпускает свою первую MMORPG игру Монстры против. Также в этом году компания выпустила игры Весёлая ферма. Викинги, Чудоферма 2 и Полуночный магазин.
2012 год — Переход в индустрию мобильных игр. Релиз игры Toy Defense, Tower Defense игры для мобильных телефонов. Toy Defense, Toy Defense 2 и Toy Defense Fantasy получили более 28 миллионов загрузок по всему миру.
В этом году также вышли такие игры как Бизнес мечты. Кофейня, Хрустальный шар. Планета фермеров, Зубастик. Также в этом году компания выпустила игру с монетизационной моделью Free-to-play. Этой игрой стали «Солдатики F2P».
По итогам года, игра Бизнес Мечты. Кофейня получила Народную Премию Невософт и, вместе с игрой Солдатики, стала лучшей по версии сайта All About Casual Game.com.
2013 год — компания выпускает match-3 игру Rolling Idols ,а также экологически чистый ситибилдер Экосити. Вслед за ними появилась Toy Monsters — MMO RPG на платформе Adobe Air о том, как игрушечные монстры спасают свой мир от нашествия злых существ. Также в канун празднованияДня Победы компания выпускает продолжение своей популярной игры в жанре Tower Defense — Солдатики 2, посвящённую самым эпичным сражениям Второй мировой войны, таким как Сталинградская битва, операция Крусейдер и Нормандская операция. Весной этого года также выходят игры Rolling Idols: Lost City и Green City 2. Совместно с компанией DiscSoft Ltd. вышла игра Space Roadkill о спасении с далекой планеты, заполонённой зомби.
2015 год — Заключено соглашение о партнерстве с компанией Wargaming.net.
Компания Melesta Games меняет своё название на Melsoft Games.
2016 год — Выход бизнес-симулятора Моя Кофейня на мобильных платформах. Всего игру скачало более 35 миллионов игроков.
2017 год — Моя Кофейня признана одной из лучших игр в App Store и стала игрой #1 в нише бизнес-симуляторов.
Soft-запуск проектов: Fish Now,Tile Tactics.
2018 год — Игра Toy Defence: Fantasy стала выбором редакции Play Store в Корее и получила отметку «Выбор редакции» Google Play в магазине по всему миру

## Игры

#### 2008 — Веселая ферма
Игры из серии Веселая ферма (Frenzy Farm) стали родоначальниками жанра казуальных тайм менеджмент игр с фермерской тематикой. Всего вышло 15 игр в серии на PC, Nintendo DS, мобильных и социальных платформах. Весёлая Ферма, Весёлая Ферма 2, Весёлая ферма 3, Американский пирог, Ледниковый период, Суперферма, Чудоферма, Весёлая ферма. Пицца, Весёлая Ферма. Соседи, Русская рулетка, Мадагаскар, Рыбный день, Древний Рим, Весёлая ферма. Викинги, Чудоферма 2. В игры этой серии играли 300 миллионов человек по всему миру

#### 2011 — Toy Defence (Солдатики)
Игры из жанра Tower Defense — первые игры Melsoft на мобильных платформах.
На сегодняшний день франшиза Toy Defense, в которую входят Toy Defense, Toy Defense 2, Toy Defense: Fantasy и Toy Defense 4: Sci-Fi, набрала 28 000 000 игроков по всему миру.

#### 2015 — Моя кофейня
Симулятор кофейни стал игрой #1 в нише бизнес-симуляторов на мобильных платформах. Игру скачали более 35 миллионов человек.
2019 — Family Island
Студия выпустила игру в жанре симулятор фермы. Сеттинг игры — каменный век. Игрок управляет семьей туземцев, открывает и обживает острова. По словам разработчиков, в первую неделю после глобального релиза игра Family Island набрала 1 миллион загрузок.